# Hymenocallis vasconcelosii
El lirio araña (Hymenocallis vasconcelosii) es una especie perteneciente a la familia Amaryllidaceae. El epíteto honra la memoria de José Vasconcelos Calderón (1882-1959), político, pensador, escritor y educador oaxaqueño, quien fue rector de la Universidad Nacional del 9 de junio de 1920 al 12 de octubre de 1921; artífice del escudo de la misma y del lema universitario: “Por mi raza hablará el espíritu”.
Florece de fines de abril a junio.

## Clasificación y descripción
Hierba perenne, escaposa. Raíces de 7-9 cm de largo, 3-4 mm de ancho. Hojas 2-4, basales, ascendentes, 18-25(-35) cm de largo, 2-3 cm de ancho, verde claro, ápice agudo. Inflorescencia escaposa; escapo 14-22 cm de largo, cilíndrico, sólido; brácteas (1,5-)3,5-6 cm de largo, 0,5-1 cm de ancho. Flores epíginas, 2-4(-6) por escapo, sésiles, blancas; tépalos 7-8,5(-10) cm de largo, 2-3(-4) mm de ancho; filamentos 6, la porción libre de 3,5-4,3 cm de largo, filiformes, insertos en la porción apical del tubo del perianto, blancos en la base, verdes en las ¾ partes superiores, anteras 1,8-2,5 cm de largo. Frutos 1-1,3 cm de largo, con paredes membranáceas que se desintegran rápidamente. Semillas 1-1,3 cm de largo, 0,5-0,8 cm de ancho.

## Distribución
Se conoce del estado de Oaxaca y de un área adyacente al de Puebla.

## Ambiente
Vive en sitios abiertos y soleados a la orilla de ríos y en sitios muy húmedos de la vegetación que rodea los mismos, como el matorral xerófilo y el bosque tropical caducifolio, en altitudes que van de los 1500 a los 2200 m s. n. m., sobre suelos arenosos o limosos.